# UFC 209
UFC 209: Woodley vs. Thompson 2 é um evento de artes marciais mistas (MMA) produzido pelo Ultimate Fighting Championship, que está sendo realizado no dia 4 de março de 2017, na T-Mobile Arena, em Paradise, Nevada, parte da Área Metropolitana de Las Vegas.

## Background
O evento foi originalmente programado para acontecer no dia 11 de fevereiro, no Barclays Center, em Brooklyn, Nova Iorque. No entanto, devido à falta de lutas adequadas para o card principal no UFC 208 (ocorrido em Anaheim, California), o evento foi adiado para 4 de março, e o UFC 209, originalmente programado para ser realizado no Brooklyn, foi renomeado como o novo UFC 208. Este evento também foi renomeado, de UFC 210 para o UFC 209. Este será o quarto evento do UFC realizado no local.
A revanche pelo Cinturão Meio Médio do UFC entre o atual campeão, Tyron Woodley, e o cinco vezes campeão mundial em kickboxing, Stephen Thompson, é esperada para encabeçar este evento. A primeira luta ocorreu recentemente, no UFC 205, quando Woodley manteve seu título após a luta terminar em um empate majoritário.
Uma luta pelo Cinturão Peso Leve Interino do UFC entre o invicto Khabib Nurmagomedov e o vencedor do The Ultimate Fighter: Team Lesnar vs. Team dos Santos, no peso-meio-médio, Tony Ferguson, também foi confirmada como a co-principal deste evento. O casamento foi originalmente agendado para acontecer no The Ultimate Fighter: Team McGregor vs. Team Faber Finale e, mais tarde, no UFC on Fox: Teixeira vs. Evans. Todavia, a luta foi cancelada em ambas as ocasiões, devido a lesão de Nurmagomedov e uma problema no pulmão de Ferguson, respectivamente. Mais uma vez o combate sofreu um cancelamento: Nurmagomedov teve problemas médicos relacionados com o seu corte de peso e os médicos optaram por retirá-lo do evento no dia da pesagem.
Igor Pokrajac enfrentaria Ed Herman neste evento. Contudo, Pokrajac retirou-se da luta no início de fevereiro citando uma lesão, e foi substituído por Gadzhimurad Antigulov. Então, em 20 de fevereiro, Herman revelou que estava lesionado e também incapaz de competir no evento. Por sua vez, os oficiais da promoção decidiram remover Antigulov do card e encaixá-lo em um evento futuro.
Todd Duffee era esperado para enfrentar Mark Godbeer no evento. Mas Duffee foi removido da luta em meados de fevereiro, por razões não reveladas. Ele foi substituído pelo novato na organização, Daniel Spitz.
Uma luta no peso-pesado, entre Marcin Tybura e Luis Henrique, inicialmente prevista para o UFC 208, é esperada para ocorrer no evento. O combate foi inicialmente adiado, pois Henrique foi incapaz de obter liberação médica da NYSAC, após uma cirurgia ocular recente.

## Card Oficial
Nota 1 Pelo Cinturão Meio Médio do UFC.

## Bônus da Noite
Os lutadores receberam $50.000 de bônus
- Luta da Noite:  David Teymur vs.  Lando Vannata
- Performance da Noite:  Darren Elkins e  Iuri Alcântara